# 歓声前夜
『歓声前夜』（かんせいぜんや）は、日本のバンド・SUPER BEAVERの6枚目のフルアルバム。2018年6月27日に[NOiD]/murffin discsから発売された。

## 概要
前作『真ん中のこと』から約9ヶ月ぶり、フルアルバムとしては『27』から約2年ぶりとなるアルバム。
「美しい日」（関西テレビ『ミュージャック』2月度EDテーマ）、「全部」（関西テレビ『Golazo Cerezo』テーマ曲）、「虹」（テレビ東京系ドラマ25『セトウツミ』オープニングテーマ）、メジャーレーベル時代の楽曲「シアワセ」の再録バージョンを含む全12曲を収録。
初回生産限定盤には全国ツアー「SUPER BEAVER『真ん中のこと』Release Tour 2017 〜ラクダの、中心〜」より12月16日にZeppTokyoで行われたツアーファイナルのライブ本編全17曲を収録したCDが同封されている。

## 収録曲
1. ふがいない夜こそ [4:25] 
作詞・作曲：柳沢亮太 / 編曲：SUPER BEAVER
2. 虹 [3:08]
作詞・作曲：柳沢亮太 / 編曲：SUPER BEAVER
  - 2nd配信限定シングル
  - テレビ東京系ドラマ25『セトウツミ』オープニングテーマ
3. 閃光 [3:21] 
作詞・作曲：柳沢亮太 / 編曲：SUPER BEAVER
4. ラヴソング [4:42]  
作詞：柳沢亮太・渋谷龍太 / 作曲：柳沢亮太 / 編曲：SUPER BEAVER
  - ソニー『ウォークマン(R)NW-A40シリーズ』WEB-CMソング
5. シンプリー [3:41] 
作詞・作曲：柳沢亮太 / 編曲：SUPER BEAVER
6. まちがえた [2:55]
作詞・作曲：柳沢亮太 / 編曲：SUPER BEAVER
  - フジテレビ系全国ネット『ジャンクSPORTS』7月クールエンディングテーマ
7. シアワセ [4:47] 
作詞・作曲：柳沢亮太 / 編曲：SUPER BEAVER
  - 3rdシングル
8. 美しい日 [4:20]  
作詞：柳沢亮太・渋谷龍太 / 作曲：柳沢亮太 / 編曲：SUPER BEAVER
  - 10thシングル
  - 関西テレビ『ミュージャック』2月度EDテーマ
9. 嬉しい涙 [4:40] 
作詞・作曲：柳沢亮太 / 編曲：SUPER BEAVER
  - ナカバヤシ『ロジカル・スポーツノート』TV-CMソング
10. ひとこと [5:37]
作詞・作曲：柳沢亮太 / 編曲：SUPER BEAVER
11. なかま [3:24] 
作詞・作曲：柳沢亮太 / 編曲：SUPER BEAVER
  - 大東文化大学TV-CMソング
12. 全部 [4:48]
作詞・作曲：柳沢亮太 / 編曲：SUPER BEAVER
  - 10thシングル
  - 関西テレビ『Golazo Cerezo』テーマ曲

### 初回生産限定盤付属CD
1. ファンファーレ
2. 青い春
3. うるさい
4. 美しい日
5. 贈りもの
6. irony
7. ひなた
8. 人として
9. 27
10. 361°
11. 証明
12. 正攻法
13. 東京流星群
14. 秘密
15. それくらいのこと
16. 歓びの明日に